# Фюрстенфельдбрук (футбольний клуб)
«Фюрстенфельдбрук» (нім. Sportclub Fürstenfeldbruck) — німецький футбольний клуб з однойменного міста.

## Історія
Клуб був заснований в 1919 році як «Футбольний клуб Фюрстенфельдбрук» (нім. Fußball Club Fürstenfeldbruck).